# Sông Ô Môn
Sông Ô Môn (tên khác: kênh Bà Đầm) là một con sông đổ ra sông Hậu. Sông có chiều dài 52 km. Sông Ô Môn chảy qua tỉnh Kiên Giang và thành phố Cần Thơ.